# 丰县
丰县是中国江苏徐州市下辖的一个县。丰县地处江苏省西北角，东面是徐州市沛县和徐州市区，南面和西南是安徽省宿州市萧县和砀山县，西面是山东省菏泽市单县，北面是山东省济宁市鱼台县。西边更远处是河南省商丘市。縣政府駐凤城街道中陽大道322號。区域总面积为1,450.28平方公里。
豐縣处于淮海经济区中心地带和华北平原的东南边缘。徐济高速公路穿越全境，连接京福线、京沪线、连霍线。境内复新河通往微山湖，与京杭运河相通。

## 历史
《徐州通志》（清版）與《徐州府志》（明版）載：“先有徐州后有轩，唯有丰县不记年。”意思是在没有轩辕黄帝的时候已经有了徐州，而丰县则在没有纪年的时候就已经存在了，即徐州和丰县在黄淮平原是最早的人类定居地。
周朝并徐州于青州；丰此时随之隶于青州。
- 周朝宋國领地，前286年，齐楚魏灭宋归齐。
- 前284年，燕樂毅五國伐齐，楚取豐邑。
- 前262年，淮北地為春申君黄歇封域始將豐邑歸屬沛縣。
- 前248年，黄歇移封江东，楚置郡淮北沛縣屬焉。
- 前223年，秦據淮北属泗水郡（治相縣）沛縣隨屬。
- 前206年十月秦亡，二月分封诸侯地屬西楚隸彭城郡沛縣。
- 前202年二月属楚王韩信，次年轉屬楚元王交。
- 前154年六月分彭城郡置沛郡，下置豐县（治今凤城镇）沛縣等,此建縣之始。屬豫州。
- 公元14年沛郡更名吾符郡，豐縣更名吾丰县。
- 23年新莽灭亡，郡县復漢名。
- 25年為梁王劉永占據。
- 26年夏，丰县随沛郡归汉中央直辖。
- 44年六月更名沛国改隸豫州。
- 200年，魏武帝據淮北，沛國改隸徐州治彭城統轄七郡國。
- 220年十月，前魏立废沛國为郡。
- 238年，分沛侯國蕭縣相縣等十縣為汝陰郡，杼秋公丘彭城豐縣廣戚劃歸沛國。
- 265年，晉立，廢沛郡復沛王国都相县。
- 319年，後趙敗晉據徐州廢沛國為郡。
- 349年，晉朝光復徐州。
- 358年十月，前燕敗晉據徐州。
- 370年十一月，前秦滅前燕據徐州。
- 384年，晉朝北伐反攻前秦，收复淮北徐州光復；廢豐縣地入沛縣仍隸沛郡递属徐州、北徐州。
- 457年，复置豐縣，廢沛郡設北濟陰郡郡治离狐隸徐州。
- 467年，北魏敗南朝宋取北濟陰郡。
- 556年，北齊廢北济阴郡，置永昌郡隸徐州。
- 577年，二月北周滅齊隸總府。
- 583年，隋朝廢郡制，豐縣直隸徐州州治彭城。
- 607年，復郡制，改徐州為彭城郡郡治彭城縣。
- 618年，彭城郡廢郡置徐州，619年王世充據徐州。
- 621年，唐太宗滅王世充，627年全國設十五道徐州轄七縣隸河南道。
- 742年，廢州制復置彭城郡，756年屬河南節度使。
- 758年，復州制隸汴州防禦，759年復歸河南節度；761年改屬淮西节度使，762年復屬河南節度使。
- 776年，屬淄青節度，781年改屬宣武軍。
- 788年，於徐州置徐泗豪節度使。
- 800年，廢節度使。
- 807年，改徐州武寧軍復置節度使領徐泗豪三州。
- 862年，廢武寧軍復置宿泗觀察使，864年置徐泗觀察使。
- 870年，更名感化軍，徐州刺史充感化軍節度使徐泗觀察使轄徐豪泗三州。
- 898年，復名武寧軍，902年罷軍復置徐州。
- 後晉改徐州武寧軍，後周復徐州。
- 960年，宋立徐州轄彭城縣、蕭縣、沛縣、滕縣隸京東西路。
- 1129年，金佔徐州，1130年交由刘齐代管。
- 1137年，金廢刘齐，徐州轄彭城蕭豐三縣递属山東西路河南路。徐州亦稱武寧軍。
- 1234年，宋蒙联军灭金宋復徐州，1235年蒙古敗宋陷徐州隶属南京路。
- 1264年，豐縣改隶济州治任城属东平府。
- 1271年，豐縣改隸歸德府，不久復歸濟州升為濟寧府。
- 1279年，济宁府升为济宁路隸中书行省。
- 1348年，豐縣回歸徐州。
- 1366年，明太祖敗張世誠光復淮安徐州邳州豐縣，豐縣隸屬開封府。
- 1368年，明太祖驅逐蒙元划屬臨濠府州治鐘離。
- 1373年更名中立府州治濠州，1374年更名鳳陽府隸屬南京。
- 1375年豐縣復隸徐州屬南京鳳陽府，1378年屬京師鳳陽府。
- 1381年徐州升為直隸州京師直轄，1421年為南直隸南京徐州。
- 1645年，清據徐州屬江南行省。就布政使司辖区而言遞属江南左右布政使司、江南左布政使司、江南右布政使司、江苏布政使司；就巡抚区而言遞属凤阳巡抚、漕运总督兼凤阳巡抚、江宁巡抚、江苏巡抚。就总督区而言遞属淮扬总督、江南江西河南总督、江南江西总督、江南总督、江南江西总督、江南总督、两江总督。
- 1733年，升徐州直隶州为徐州府，治铜山县城。

就布政使司辖区而言，徐州府先后隶属江苏布政使司与江宁布政使司；就巡抚区而言，徐州府先后隶属于江苏巡抚、江淮巡抚、江苏巡抚；就总督区而言，徐州府一直隶两江总督。
- 1912年2月，北伐革命军进驻徐州，徐州废府，丰县直属江苏省（时治吴县，今苏州市）。
- 1913年1月，北京政府推行省、道、县三级制，7月江苏设徐州道（治铜山县）。
- 1914年6月，江苏全省划定为五道，丰县隶属于徐海道（治铜山县）。
- 1926年，国民革命军占领丰县，廢道丰县隸江苏省（时治江宁县，今南京市）徐州專署。
- 1933年3月，江苏省移治镇江县廢徐州專署分设十三个行政督察区，丰县隶属第十二行政督察区首县铜山县。12月，督察区调整为9个并改以首县名称为区名。
- 1934年2月，各区成立专员公署豐縣隸屬铜山区。
- 1936年，各督察区改以数字编号，改銅山區為第九行政督察公署。

日本：
- 1938年5月17日，日军占领丰县县城，归徐州治安维持会管辖。
- 1939年2月，徐州治安维持会改组成立江苏省公署徐州办事处，5月又改为苏北行政专员公署（驻地徐州市），丰县乃改属苏北行政专员公署。
- 1942年1月，苏北行政专员公署撤销，改立苏淮特别区公署（驻地徐州市），直隶于中华民国政府，丰县乃属于苏淮特别区行政专员公署。
- 1943年10月，苏淮特别区公署下设6个特别行政督察区，丰县属于第二区（治砀山县，今安徽省）。
- 1944年1月，苏淮特别区公署撤销，改置淮海省（治徐州市）。

中国：
- 日军占领丰县县城后，豐縣政府撤離縣城，仍為第九行政公署，隸屬徐州。
- 1940年6月，中共领导的丰县抗日民主政府在丰县首羡乡王大庄成立，上属苏鲁豫区行署。8月丰县抗日民主政府改建为丰北县抗日民主政府。
- 1942年，丰北县改隶冀鲁豫第六行政区。
- 1943年8月，丰北县与鱼台县合并设立丰鱼县政府，仍隶属于冀鲁豫第六行政区。
- 1944年6月，丰鱼县划隶冀鲁豫第十一行政区。9月撤销丰鱼县，恢复丰县建置。11月，中共湖西地委决定，于原丰县华山设立华山县抗日民主政府。
- 1945年7月30日，中共打敗日軍控制豐縣，8月豐縣華山縣改隸蘇北辦事處。
- 1946年3月，中共苏北办事处被撤销，丰县，华山县改隶冀鲁豫第三行政区督察区专员公署。8月国民政府搶佔華山縣丰县，中共丰县政府轉移至丰北，11月，华山县与砀山县合并为华砀县。
- 1947年11月，华砀县撤销恢复华山县。
- 1948年10月，中共打敗國軍控制华山县，11月华山县进驻宋楼。同月中共收復丰县县城，丰县政府进驻。
- 1949年3月，华山县移治戴套楼（今华山镇套楼村）。8月丰县与华山县改由山东省台枣专署领导。
- 1953年1月，两县划归江苏省，3月起隶属徐州专区。4月8日，政务院批准撤销华山县，辖境分入丰、砀山二县。
- 1970年徐州专区改称徐州地区，丰县随属。
- 1983年3月，撤銷徐州地区，設徐州市。豐縣隨屬至今。

## 人口
根據第七次全国人口普查數據，截至2020年11月1日零時，豐縣常住人口為935200人。

## 政治

### 行政区划史
目前丰县下辖3个街道办事处、12个镇：
中阳里街道、凤城街道、孙楼街道、首羡镇、顺河镇、常店镇、欢口镇、师寨镇、华山镇、梁寨镇、范楼镇、宋楼镇、大沙河镇、王沟镇、赵庄镇和大沙河林场。

### 历任县委书记
- 仲琨：1992.02-2002.01
- 曹文泉：2002.02-2004.12
- 赵保华：2005.01-2011.03
- 邱成：2011.06-2015.12
- 王立权：2015.12-2016.08
- 王克华：2017.01-2019.09
- 娄海：2019.09-2022.02
- 王维峰：2022.02-

## 交通
- 237国道过境。
- 518国道过境。

## 地理
丰县属黄泛冲积平原，地势较平坦，海拔34.5～48.2米，西南略高于东北。大沙河、复新河自南向北，废黄河穿越南境。
地处暖温带半湿润季风区，四季分明，日照充足，年均温14.7℃，最冷一月均温-0.1°C，最热七月均温26.8°C，年雨量约716.7毫米，无霜期约213天，适合农作物生长。

## 特产
以盛产红富士苹果著名；还有白酥梨、山药、牛蒡、芦荟也较闻名，被誉为“苏北果都”。同时拥有众多的农副产品加工工厂，产品远销海内外。

## 古迹
汉皇祖陵、永宁寺、果都大观园、凤鸣塔、龙雾桥、萧何故宅等。